# Escola cretense

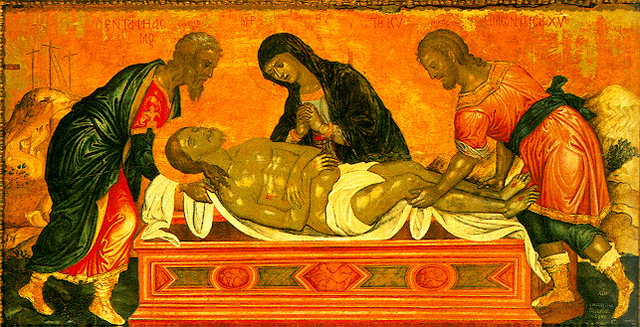
Ícone pintado por Emmanuel Tzanes Bounialis, um artista cretense do século XVII (Museu Paulo e Alexandra Canellopoulos, Atenas)

Por Escola cretense (também chamada Arte pós-bizantina) tem-se uma importante escola da pintura de ícones, que floresceu na ilha de Creta no período em que esteve sob domínio da República de Veneza, desde o final da Baixa Idade Média e que teve seu auge após a Queda de Constantinopla, tornando-se o principal centro da pintura grega durante o século XV, XVI e XVII. Os artistas cretenses desenvolveram um estilo particular de pintura sob as influências das tradições e movimentos ocidentais e orientais; o mais famoso produto dessa escola, El Greco foi o mais bem sucedido de alguns dos seus artistas que tentaram uma carreira na Europa Ocidental, e também aquele que mais distanciou-se do estilo bizantino no final de sua carreira.

## Século XV
Ocorreu uma substancial demanda pelos ícones bizantinos na Europa durante a Idade Média e, sendo uma possessão veneziana desde 1204, Creta teve uma vantagem natural e logo tornou-se o centro a dominar essa produção. Um provável exemplo destes primórdios é o famoso ícone da Virgem em Roma, conhecido por Nossa Senhora do Perpétuo Socorro (ver imagem), que era certamente famosa em Roma em torno de 1499. Até esta data não é possível distinguir-se estilisticamente os trabalhos cretenses de outros ícones bizantinos, e a qualidade dos trabalhos era baixa, comparando-se ao que se fazia em Constantinopla.

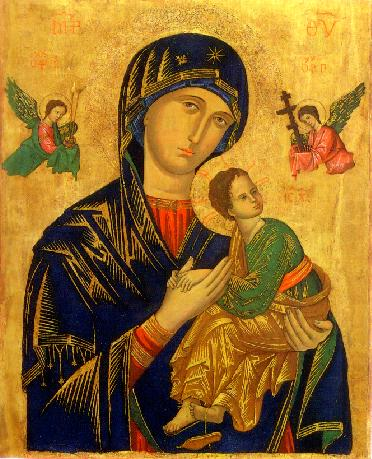
Nossa Senhora do Perpétuo Socorro, provavelmente um dos mais antigos trabalhos cretenses, dos séculos XIII ou XIV. Certamente em Roma em 1499

Este período também produziu considerável número de pintores murais das igrejas e monastérios locais - sobrevivendo em Creta uns 850 trabalhos entre os séculos XIV e XV, muito mais que aqueles produzidos nos períodos anteriores e posteriores.
Antes do final do século XV, os artistas cretenses haviam estabelecido um estilo de pintura de ícones distinto, caracterizados por "esboços precisos, modelagem da pele com sombras marrons em pinturas subpostas e pequenos e densos destaques nas bochechas, cores iluminadas no vestuário, o tratamento geométrico dos tecidos e, finalmente, uma balanceada articulação entre os elementos da composição"". O mais famosos artista desse período foi Andreas Ritzos (c. 1421-1492), cujo filho Nicholas também também tornou-se conhecido. Angelos Akotantos, que até recentemente se pensava ser um artista conservador do século XVII, depois da descoberta de um testamento datado de 1436, passou a ser visto como artista inovador que fundira os estilos bizantino e ocidentais, e que viveu até aproximadamente 1457, quando seu testamento foi realmente registrado. Curiosamente, esse testamento foi feito como antecipação de uma viagem a Constantinopla; doava diversos ícones para instituições religiosas, algumas delas católicas, mas a maioria ortodoxa, e sua disposição sobre os desenhos foi cuidadosamente especificada. Andreas Pavias (morto depois de 1504) e seu pupilo Angelos Bizamanos, e Nicholas Tzafuris (morto antes de 1501) foram outros artistas desse período.
Até mesmo antes da queda de Constantinopla há evidências de que grandes artistas bizantinos deixavam a capital para se instalarem em Creta. Essa migração contínua continuou e atingiu seu auge depois da queda de Constantinopla em 1453, quando então a ilha se tornou "o mais importante centro da arte grega", passando a influenciar decisivamente o desenvolvimento artístico no resto do mundo grego. Os ícones cretenses eram encomendados para monastérios do Monte Athos e outros lugares.
A escola cretense teve uma pequena rival, até sua queda sob domínio turco, em 1522: a ilha de Rodes, que também possuiu uma comunidade artística, mas não tão grande e significativa.
Os arquivos venezianos preservam considerável documentação sobre o comércio artístico de ícones entre Veneza e Creta que, no final do século XV havia assumido uma condição de produção em massa. Há entre estes uma ordem específica em 1499 especificando uma encomenda de setecentos ícones da Virgem, quinhentos deles em estilo ocidental e duzentos em estilo bizantino. O pedido foi feito a 3 artistas por dois negociantes (um deles veneziano e outro do "continente" - a Grécia) e o prazo para entrega estabelecido no contrato era de somente quarenta e cinco dias. Possivelmente a qualidade de muitos de tais ícones encomendados era bastante baixa, e o termo pactual Madonneri foi criado para descrever tais pintores de grandes volumes, e depois empregado também na Itália, onde usavam frequentemente um estilo quase-bizantino, e eram aparentemente artistas gregos ou dálmatas. A produção de ícones nestes níveis parece haver levado a um excesso de mercado, e nas duas décadas seguintes há evidências de que a produção cretense reduziu-se de forma significativa, com a saturação do mercado europeu. Mas afinal o mercado de ícones cretenses era o melhor, dentro do mundo bizantino.

## Século XVI

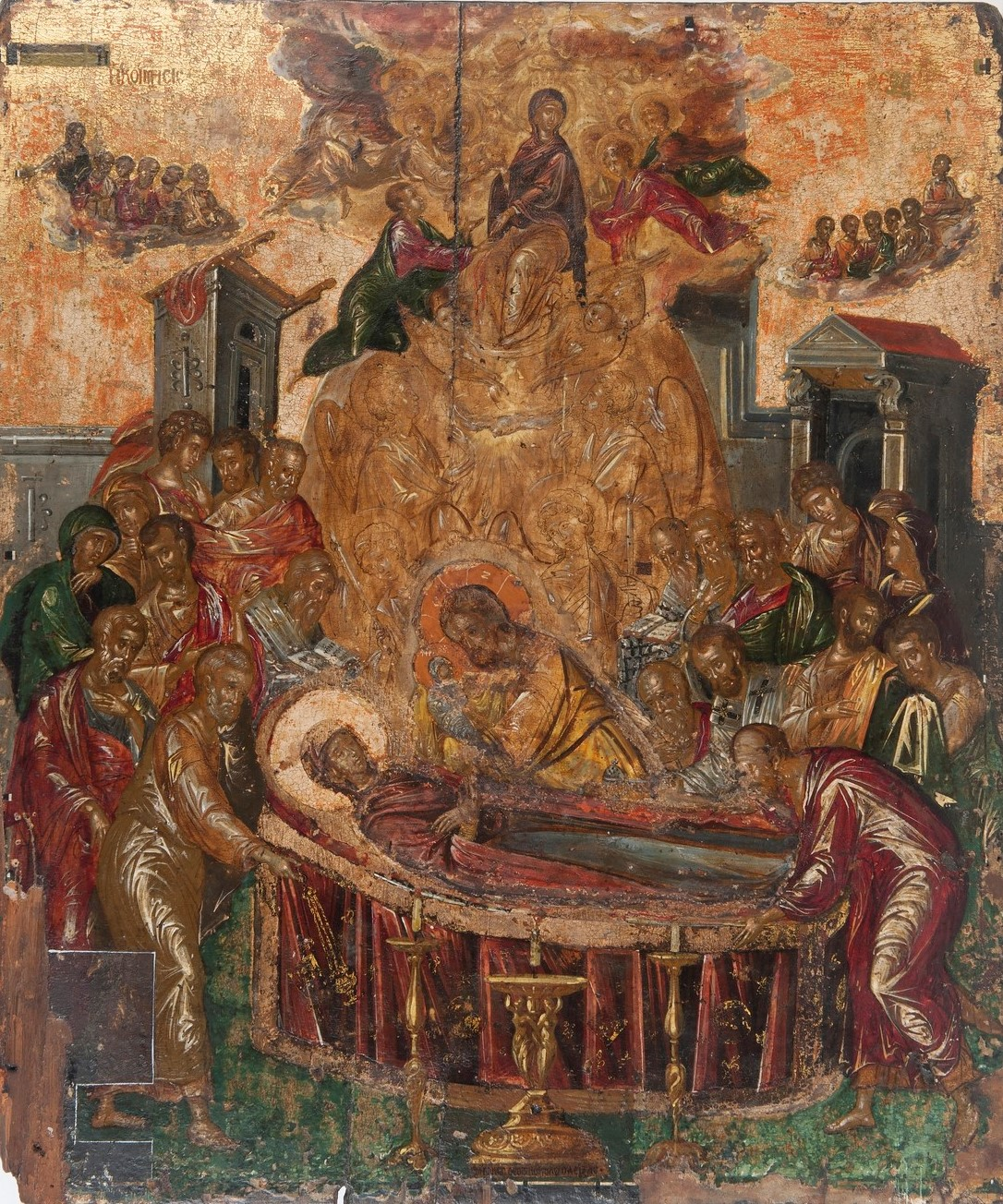
Morte da Virgem (antes de 1567,painel em têmpera e ouro, 61,4 x 45 cm, Catedral Sagrada da Morte da Virgem, Hermópolis, Siro) foi possivelmente pintada perto do final do período cretense de El Greco. A pintura combina a estilística pós-bizantina com o maneirismo italiano e elementos iconográficos, incorporando elementos estilísticos da Escola cretense.

Foram registrados aproximadamente 120 artistas trabalhando em Candia (nome veneziano para Chandax, presentemente Heraclião), no período de 1453-1526, organizados numa guilda de pintores, ao molde italiano, chamada Schuola di San Luca. A mistura entre as tradições oriental e ocidental, e um intercâmbio mais folgado entre as igrejas Ortodoxa Grega e Católica Romana levaram a uma espécie de Renascimento Cretense, um período dourado para as artes na ilha, onde floresceram a pintura e a literatura. Alguns desses pintores preferiram continuar a tradição da arte bizantina de Constantinopla, enquanto outros foram influenciados pelos mestre do Renascimento veneziano, como Giovanni Bellini e Ticiano. Mais tarde Veronese teve também uma influência particular. Trabalhos desses mestres ou cópias destes, encontram-se em monastérios e igrejas da ilha, e exemplos de trabalhos dos primeiros pintores holandeses enfeitavam igrejas católicas de Candia ou em coleções particulares de ricos venezianos ou gregos. Candia possuía, em particular, uma grande igreja franciscana e um grande monastério ortodoxo, que mantinham coleções nas respectivas tradições.

### Sobre a escola
- Vários autores:From Byzantium to El Greco, Athens 1987, Byzantine Museum of Arts
- Chatzidakis, Manolis, in The Icon, 1982, Evans Brothers Ltd, London, 1981, ISBN 0-237-45645-1
- Cormack, Robin (1997). Painting the Soul; Icons, Death Masks and Shrouds. [S.l.]: Reaktion Books, London
- David Talbot-Rice, Byzantine Art, 3rd edn 1968, Penguin Books Ltd

### El Greco
- Bray, Xavier; El Greco; 2004; National Gallery Company, London (dist Yale UP);ISBN 1-85709-315-1
- Brown, Jonathan (1982). «El Greco and Toledo». El Greco of Toledo (catalogue). [S.l.]: Little Brown. ASIN B-000H4-58C-Y
- Lambraki-Plaka, Marina (1999). El Greco-The Greek. [S.l.]: Kastaniotis. ISBN 960-03-2544-8
- Mann, Richard G. (2002). «Tradition and Originality in El Greco's Work» (PDF). The Medieval and Renaissance Association. "Journal of the Rocky Mountain". 23: 83-110. Consultado em 5 de novembro de 2007. Arquivado do original (PDF) em 6 de setembro de 2006
- Panayotakis, Nikolaos M. (1986). «"The Cretan Period of the Life of Doménicos Theotocópoulos». Festschrift In Honor Of Nikos Svoronos, Volume B. [S.l.]: Crete University Press